# 魂之搖籃 侵蝕世界者
《魂之搖籃 侵蝕世界者》是由日本一開發，於2007年2月15日發售的PlayStation 2模擬策略角色扮演遊戲。toi8擔任人物設定。

## 故事
達瑪依特曆800年。灼連之術師蕾娜將把世界陷入恐怖的「影」打倒，但和「影」一起出現的巨人「侵蝕世界者」至今還存在著。蕾娜某天叫來了主角，並授予了漆黑的長劍。當主角剛拿起那把長劍，長劍就開始說話。那把長劍是封印了被蕾娜打敗了的「影」的靈魂，她想讓主角借用「影」的力量，消滅世界上的「侵蝕世界者」。「影」自稱基古，並與主角進行了「每次使用基古的的力量時，基古暫時得到主角身體的支配權」的契約。

## 登場人物
- 利比亞 （配音員:西健亮/菊池由起子）

可選擇男女及更改名稱。人類，與基古融合，以他的力量守護世界，但胡亂使用力量會使基古復活。
- 達尼特 （配音員:齋藤千和）

薩普族的少女。與主角青梅竹馬，非常信頼主角。不會懷疑別人，性格率直。
- 基古 （配音員:笹沼晃）

身份不明的男子。指揮著「侵蝕世界者」，令世界毀滅。200年前被蕾娜封印在漆黑的長劍，現已與主角融合，打算奪取主角的身體復活。
- 灼連之術師 蕾娜 （配音員:河本明子）

生存了200年以上女術師。與基古戰鬥後被認為她死去。
- 侵蝕世界者

200年前出現的巨人。全世界總共有3個，不斷進行破壞。不過，基古戰敗後的200年間一直沈睡著。
- 雷比（配音員:鈴木達央）
- 里達利（配音員:萩道彦）
- 艾蕾琪茜米雅（配音員:水落幸子）
- 佐斯特（配音員:宮川美保）
- 安德魯普（配音員:鳥海浩輔）

瞄準著有錢人的盜賊頭目。15年被亞蕾姬西美雅所救。真正的名字是馮爾納特。
- 雪瑪（配音員:水橋かおり）
- 美帝安（配音員:丹沢晃之）
- 甘茲普魯特（配音員:西前忠久）
- 依特（配音員声:石井一貴）
- 索因戴古（配音員:丹澤晃之）
- 托莉修（配音員:中原麻衣）
- 露潔（配音員:松久保いほ）

超越時空的遊魂野鬼。生前是個偉大的魔女，但因弟子的叛變而喪命。在普通遊戲中不會登場的人物，她同樣在2007年發售的「gRiMgRiMoiRe」登場。
- 尤科莉亞（配音員:山本麻里安）
- 哥可特（配音員:梶裕貴）
- 克拉斯特（配音員:野中秀哲）
- 克魯提古（配音員:東條加那子）
- 辛巴爾特（配音員:西健亮）
- 基修他爾（配音員:丹澤晃之）
- 基修他爾（配音員:鈴木勝美）
- 提尼斯（配音員:松久保いほ）
- 比尼（配音員:藤井美波）
- 比娜（配音員:竹達彩奈）

## 系統
- 角色製作
- 基古指令
- 特殊技・連携技

## 外部連結
- （日語）魂之搖籃 侵蝕世界者 官方網站
- PlayStation.com (Asia) 香港 中文介紹網頁